# HathiTrust
HathiTrust ist eine Online-Bibliothek.

## Konzept und beteiligte Institutionen
HathiTrust ist als bibliographische und Volltextdatenbank konzipiert, war anfangs überwiegend ein Backup von Google Books und wurde am 13. Oktober 2008 von 12 Universitäten im Mittleren Westen und den 11 Bibliotheken im Bibliotheksverbund der University of California gegründet. HathiTrust traten Ende 2010 weitere Institutionen aus den USA, unter anderem die Library of Congress, sowie die Universidad Complutense de Madrid als bislang einzige europäische Universität bei.  Anfang 2017 hatte HathiTrust 126 Mitglieder, darunter seit mehreren Jahren auch einige kanadische Universitäten.
HathiTrust bietet neben den Digitalisaten und bibliographischen Daten vom Internet Archive und Google Books auch lokal digitalisierte Werke der Mitgliedsinstitutionen an. Diese sind  nach Stichwörtern durchsuchbar. Im Februar 2017 waren in der Datenbank fünfzehn Millionen Titel, davon mehr als fünf Millionen gemeinfrei in den USA.

## Rechteverwaltung
Nicht alles, was gemeinfrei in den USA ist, ist auch für Nicht-US-Nutzer sichtbar. Diese können sich mit einem US-Proxy Zugriff verschaffen, doch in den meisten Fällen steht der PDF-Download ganzer Bücher, anders als in Google Books, nur für Bedienstete und Studierende der Partnerinstitutionen zur Verfügung.
Wie Google Books hat HathiTrust eine Moving Wall von etwa 140 Jahren. Es werden also 2019 die digitalisierten Bücher aus dem Jahr 1878 für Nicht-US-Bürger freigeschaltet. Während Google Books überwiegend nur bis einschließlich 1909 bei europäischen Büchern US-Bürgern Zugang gewährt, können diese (oder US-Proxy-Nutzer) im Normalfall in HathiTrust Bücher bis einschließlich 1922 einsehen.
Seit etwa 2016 werden nach 1922 gedruckte US-Bücher, die aufgrund der Verletzung früher geltender Formvorschriften in den USA gemeinfrei sind, nicht mehr weltweit von HathiTrust freigegeben. Sie können aber mit US-Proxy herunter- und im Internet Archive hochgeladen werden. Aufgrund des Schutzfristenvergleichs sind sie in den meisten Ländern weltweit ebenfalls nicht urheberrechtlich geschützt.
Ein sehr kleiner Teil des Gesamtbestands, aber doch eine deutliche Anzahl moderner Bücher steht in HathiTrust anders als in Google Books aufgrund eingeholter Erlaubnisse der Rechteinhaber frei zur Verfügung.

## Etymologie
Der Namensbestandteil hathi (हाथी) ist hindi und bedeutet ‚Elefant‘. Es handelt sich um eine Anspielung auf das Gedächtnis dieser Tiere, das als ausgesprochen gut gilt. Der Namensbestandteil trust bezieht sich auf den oben skizzierten Zusammenschluss zahlreicher Lehr- und Forschungseinrichtungen und Bibliotheken.

## Organisation
Die Datenbank wird federführend von der Indiana University und der University of Michigan verwaltet. Seit Februar 2014 steht Mike Furlough (seinerzeit Dekan für Forschungskommunikation an der University of Pennsylvania) HathiTrust als Direktor vor.

## Nutzer- und Zugriffszahlen
Im Jahre 2016 griffen mehr als 6 Millionen Benutzer aus insgesamt 236 Nationen während fast 11 Millionen „Sessions“ auf die Datenbestände von HathiTrust zu. Rund 49 % der Benutzer kamen dabei aus den USA, was zwar einen Anstieg gegenüber dem Vorjahr um ca. 3 % bedeutete, jedoch liegt der Anteil US-amerikanischer Nutzer seit Jahren bei etwa 50 %. Das Gros der übrigen Nutzer verteilte sich auf die Länder (in absteigender Reihenfolge) Großbritannien, Kanada, Deutschland, Italien, Indien, Frankreich, China, Australien und Spanien, wobei allerdings bei Zugriffen aus nicht-englischsprachigen Ländern die Absprungrate um meist mindestens 10 % höher lag als bei Zugriffen aus englischsprachigen Ländern (besonders hoch lag sie bei Zugriffen aus China mit fast 60 %).
Spitzenreiter bei den Zugriffszahlen im Jahr 2016 war das Buch The surnames of Scotland, their origin meaning and history von George F. Black, wobei der Großteil der Zugriffe aber in den ersten 24 Stunden stattfand, nachdem es auf der schottischen Genealogie-Website ScotlandsPeople genannt worden war. An zweiter Stelle lag der Roman Quicksand von Nella Larsen, der aber im Gegensatz zum Spitzenreiter seit mehreren Jahren unter den 10 meistabgerufenen Bücher rangiert.

## HathiTrust und Wikisource
Auf viele von HathiTrust digitalisierten Bücher und Zeitschriften wird von Wikisource verlinkt beziehungsweise sind in der Wikisource Datenbank gelistet.